# 어도비 캠페인
어도비 캠페인(Adobe Campaign)은 어도비가 제작한 교차 채널 마케팅, 캠페인 관리 및 마케팅 자동화 애플리케이션이다. 어도비 캠페인을 통해 여러 채널에 걸쳐 마케팅 캠페인을 설계, 실행 및 측정할 수 있다. 또한, 기업 고객에게 고유하게 맞춤화된 경험을 제공할 뿐만 아니라, 고객의 행동, 선호도 및 필요에 따라 개인화된 메시지 및 오퍼를 제공한다.
어도비 캠페인은 어도비의 B2B 서비스형 소프트웨어(SaaS) 애플리케이션인 Adobe Experience Cloud의 구성품 중 하나다.

## 이력
어도비 캠페인은 지난 2013년 Adobe가 프랑스 기업 Neolane을 인수하면서 개발된 프로그램이다.[2][3] Neolane은 2001년 설립되었으며, 프랑스에 본사를 두고 유럽, 아시아 및 북미 등지에 지사를 두고 있었다. Neolane의 고객으로는 Sony, Samsung, Dior, IKEA, Accor Hotels 등 굴지의 기술 기업들이 있다.[2] 대화형 마케팅 기업인 Neolane은 매년 약 6천만 달러 규모의 수익을 올렸다.
Neolane이 어도비에 인수되면서 Adobe Marketing Cloud에 새로운 애플리케이션이 추가되었다. 해당 애플리케이션에는 Adobe Analytics, Adobe Target, Adobe Experience Manager 및 Adobe Media Optimizer가 있다. 어도비 캠페인이 추가되면서 다양한 특징을 가진 새로운 기능들을 사용할 수 있게 되었다.[2] 이러한 기능으로 맞춤형 메시지를 생성하는 실시간 오퍼 추천 엔진, 리드 처리 프로토콜, 대량 이메일 마케팅 캠페인 및 마케팅 자원 관리 등을 꼽을 수 있다.

### 어도비 캠페인 업데이트
어도비가 인수한 기존 시스템의 업데이트는 주로 마케팅 기업의 핵심 채널 중 하나인 이메일에 집중되어 있었다.[4] 또한, 어도비가 추가한 새로운 인공 지능 기능은 기업이 적절한 경험을 적절한 대상에게 적절한 때에 완전 자동으로 제공할 수 있도록 돕는 데 그 목적이 있었다.
특히, 각각의 새로운 기능은 고객 행동의 패턴을 인지하고 그에 맞게 반응하는 자동화 프로세스를 구현할 목적으로 설계되었다. 해당 기능과 그 효과는 다음과 같다.
- 전송 시간 예측 최적화: 고객 참여 데이터를 분석하고, 마케팅 기업에 영향력을 최대화하는 데 가장 효과적인 이메일 전송 시간을 알려준다.
- 이탈 고객 예측 기능: 현재 고객 참여 데이터 및 과거 고객 이탈 데이터를 분석하여 추가로 이메일 전송 시 이탈을 유발할 것인지를 알려준다.
- 여정 오케스트레이션: 기업이 인증된 고객이 취하는 행동에 따라 자동으로 실시간 메시지를 전송할 수 있도록 한다.

## 제품 기능 및 통합
어도비 캠페인은 실시간 상호 작용 관리 및 시각 캠페인 오케스트레이션 기능을 사용할 수 있는 환경 속에서 채널을 넘나드는 고객 경험을 설계하는 플랫폼을 제공한다. 기업들은 높은 수준의 고객 참여도를 끌어내기 위해 모든 접점에서 일관적인 경험을 창출해낼 필요가 있으며, 어도비 캠페인은 바로 그러한 창출 능력을 제공하는 데 중점을 둔 애플리케이션이다. 기업들은 어도비 캠페인을 활용하여 고객 소통 및 마케팅 캠페인의 구성, 모델링, 간소화 및 자동화를 구현할 수 있다.
어도비 캠페인의 핵심 기능은 다음과 같다.
- 통합형 고객 프로필
- 목표 대상 세분화
- 고급 데이터 관리
- 교차 채널 캠페인 오케스트레이션
- 분석 및 보고
- 개인화 및 실시간 상호 작용
- Adobe Experience Cloud 통합

## 표창 및 수상
어도비는 단 6년 만에 Neolane의 기존 제품의 품질을 어도비 캠페인만큼이나 업계에서 인정받을 정도로 향상시켰다. 어도비 캠페인의 품질을 높게 평가한 기업 중 하나는 글로벌 리서치 및 자문 기관인 Gartner, Inc.이다. Gartner는 마케팅 자동화 및 기타 다양한 분야의 고위급 기업 간부들에게 자문을 제공하는 기업이다. Gartner, Inc.는 2019년 다중 채널 마케팅 허브에 대한 Magic Quadrant에서 어도비 캠페인을 해당 부문의 리더 애플리케이션으로 선정했다. Gartner는 리더를 ‘기본 및 고급 캠페인, 디지털 마케팅과의 통합과 관련된 전반적인 다채널 마케팅 퍼포먼스 부분에서 일관적으로 뛰어난 성과를 내는 기업’으로 정의하고 있다. 또한, ‘시장에서 존재감이 크고, 시장 진입에 있어 탁월한 성과를 보이며 강력한 시장 모멘텀 및 다채널 마케팅 허브 비즈니스 성장에 대한 전략적 비전을 갖추고 있는 기업’으로 정의하고 있다.

## 참조
1. ↑  “https://helpx.adobe.com/kr/campaign/kb/compatibility-matrix.html#OperatingSystems”. |title=에 외부 링크가 있음 (도움말)
2. 1 2 3 4  Lardinois, F. (2013년 6월 27일). “Adobe Acquires Conversational Marketing Platform Neolane For $600M In Cash To Bolster Its Marketing Cloud”.
3. 1 2 3  Myers, A (2013년 9월 11일). “Neolane Officially Becomes Adobe Campaign”.
4. ↑  Gagliordi, N (2019년 3월 28일). “Adobe brings new AI capabilities to Campaign.”.
5. ↑  출처 미상 (2018년 2월 13일). “What is Adobe Campaign?”.
6. ↑  “About Adobe Campaign Classic”.
7. 1 2  출처 미상 (2019년 4월 18일). “Magic Quadrant for Multichannel Marketing Hubs”.
8. ↑  출처 미상 (2019년 4월 18일). “Magic Quadrant for Multichannel Marketing Hubs”.